# Nereide Santa Rosa
Nereide Schilaro Santa Rosa (São Paulo, 10 de maio de 1953) é uma escritora, pedagoga e arte-educadora brasileira. Já publicou mais de 80 livros sobre arte e cultura brasileira.
É ganhadora do Prêmio Jabuti, edição de 2004, na categoria Didático e Paradidático de Ensino Fundamental e Médio. Além de vários prêmios da Fundação Nacional do Livro Infanto-Juvenil, com a Láurea Altamente Recomendável.

## Livros publicados
- VILLA-LOBOS , Coleção Crianças Famosas. São Paulo, Callis, 1994
- MONTEIRO LOBATO, Coleção Crianças Famosas. São Paulo, Callis, 1999.
- TARSILA DO AMARAL , Coleção Biografias Brasileiras. São Paulo, Callis, 1998
- MACHADO DE ASSIS, Coleção Biografias Brasileiras. São Paulo, Callis, 1998
- SANTOS DUMONT, Coleção Biografias Brasileiras. São Paulo, Callis, 1998
- MONTEIRO LOBATO, Coleção Biografias Brasileiras. São Paulo, Callis, 2000
- CANDIDO PORTINARI, Coleção Mestres das Artes no Brasil. São Paulo, Moderna, 1999
- JOSÉ FERRAZ ALMEIDA  JUNIOR, Coleção Mestres das Artes no Brasil. São Paulo, Moderna, 1999*
- ALFREDO VOLPI, Coleção Mestres das Artes no Brasil. São Paulo, Moderna, 2000
- ALBERTO DA VEIGA GUIGNARD, Coleção Mestres das Artes no Brasil. São Paulo, Moderna, 2000
- ALFREDO VOLPI, Coleção Crianças Famosas. São Paulo, Callis, 2001
- CARLOS GOMES, Coleção Crianças Famosas, São Paulo, Callis, 2003
- SANTOS DUMONT, Coleção Crianças Famosas, São Paulo, Callis, 2005
- COLEÇÃO ARTE E RAIZES Editora Moderna SP 2001
- Brinquedos e brincadeiras
  - Usos e costumes
  - Festas e tradições
  - Lendas e personagens
  - Religiões e crenças
  - Fauna e flora ( publicado em 2004)
  - Etnias e influencias ( publicado em 2004)
- COLEÇÃO HISTÓRIA DA ARTE BRASILEIRA PARA CRIANÇAS. Edições Pinakotheke, RJ, 2002
  - Cidades e florestas - Artistas viajantes – séc XVII a  XIX
  - Luzes e sombras –século XIX
  - Sonhos e realidade – o modernismo – século XX
  - Cores e formas - abstracionismo – século XX
  - Relevos e formas – o Barroco no Brasil
  - Arte popular do Brasil
- SAREWA , uma viagem com a Expedição Langsdorff, Edições Pinakotheke, 2004
- HISTÓRIA DE SÃO PAULO ATRAVÉS DA ARTE, PINAKOTHEKE, RJ, 2004
- VISTAS E PAISAGENS DO BRASIL, PINAKOTHEKE , Rio de Janeiro, 2005
- Coleção Nomes do Brasil, Duna Dueto Editora, Carmen Miranda, 2002,
- Princesa Isabel , 2003,Francisco Rebolo,  2003, Vital Brazil, 2007
- Coleção A ARTE DE OLHAR , Editora Scipione , 2003
  - A arte de olhar As Famílias
  - A arte de olhar As festas
  - A arte de olhar As crianças
  - A arte de olhar Os animais
  - A arte  de olhar Flores ( publicado em 2006)
- Coleção Palavra da Gente, Editora Scipione,
  - PIXINGUINHA, MENINO BOM QUE SE TORNOU IMORTAL, 2003
- A ARTE NOS PALÁCIOS, Imprensa Oficial do Estado de São Paulo, 2004
- ARTE-EDUCAÇÃO PARA PROFESSORES – teorias e práticas sobre visitação escolar, Pinakotheke, 2006
- CHICO PAPELETA E A RECICLAGEM DE PAPEL , Editora Moderna, Coleção Viramundo, 2006
- EVERYONE HAS A GOOD FOOTBALL HISTORY, Editora CaféDiverso, Barcelona, 2006
- O LEGADO DE UM SONHO, DUNA DUETO, 2007
- COLEÇÃO ARTE NA SALA DE AULA , ESCALA EDUCACIONAL, 2007
- PAPEL E TINTA - ARTES DO JAPÃO, Callis Editora, 2008